# Seseli setifera
Seseli setifera är en flockblommig växtart som först beskrevs av Jevgenij Korovin och Nikolai Vasilievich Pavlov, och fick sitt nu gällande namn av Minosuke Hiroe. Seseli setifera ingår i släktet säfferötter, och familjen flockblommiga växter. Inga underarter finns listade i Catalogue of Life.